# 賈樾
賈樾（?—?），字仲翰，号树堂，山東省黃縣人，清代翰林。
賈允升第四子。道光二十一年（1841年）辛丑科二甲第十三名进士，未散館，授翰林院编修。以子賈致恂赠朝仪大夫。